# Primera Iglesia Reformada Húngara
La First Hungarian Reformed Church es una iglesia histórica ubicada en Nueva York, Nueva York. La First Hungarian Reformed Church se encuentra inscrita en el Registro Nacional de Lugares Históricos desde el 31 de agosto de 2000. 

## Ubicación
La First Hungarian Reformed Church se encuentra dentro del condado de Nueva York en las coordenadas 40°45′57″N 73°57′32″O / 40.765833, -73.958889.